# 맷 휴즈
맷 휴즈(Matt Hughes, 1973년 10월 13일 ~ )는 레슬링 배경이 있는 미국의 은퇴한 종합격투기 선수이다. 종합격투기 사상 최고의 선수 중 하나로 인식된다.
일리노이주에서 태어났다.